# Немецкая церковь (Тильзит)
Немецкая (Орденская) церковь (нем. Deutsche Kirche) — утраченное историческое здание в Советске, одна из достопримечательностей города Тильзита. В прошлом — лютеранская церковь, выступавшая главным ориентиром и доминантой города. До сих пор является одним из символов города, изображающимся на сувенирной продукции, что роднит Немецкую кирху с так же уничтоженным в советское время Королевским замком в Калининграде.

## История
Немецкая (Орденская) церковь — одна из трёх протестантских церквей города Тильзита. Руины двух других (Литовской и Реформатской кирх) были снесены в 1951/52 и 1975 годах.
Уже в 1524 году в Тильзите появилась первая евангелическая церковь. Она находилась на том же месте, что и Немецкая церковь, и была снесена в 1598 году, как раз для её строительства. Закончено строительство было в 1610 году, а колокольня с тремя куполами в стиле барокко построена почти на столетие позже — в 1695—1697 годах, шпиль башни покоился на 8 деревянных шарах каждый диаметром полтора метра, башня сразу же стала символом Тильзита. 
Церковь перенесла Вторую мировую войну без значительных повреждений. Однако после взятия в 1945 году Тильзита деревянная внутренняя отделка башни была использована на дрова. С 1956 года и до начала 1960-х годов церковь служила как место сбора для утильсырья. Крыша становилась неплотной, стропила разрушались, и здание ветшало. После поджога в 1965 году церковь была окончательно снесена. На её месте находятся сегодня пятиэтажный дом и фонтан с мозаичными знаками зодиака. Алтарь и обе исповедальни были в 1944 году вывезены в Польшу, они обнаружены в 1980-е годы. Польские реставраторы восстановили их, и они стоят (алтарь с 1990) в городской приходской церкви города Бартошице. Церковные книги Немецкой церкви в Тильзите сохранены в Евангелическом центральном архиве Берлина.

## Описание
В длину размер церкви составлял 40,8 м, в ширину - 20, 7 м. Высота башни - 63 м. Высота наружных стен была в половину нефа и составляла 10,35 м.
Церковь имела богатое внутреннее убранство. 
Алтарь создавался в период между 1611 и 1650 годами. Он состоял из 3 ярусов. В цоколе слева стояла статуэтка Моисея, справа Иоанна Крестителя, оба находились в орнаментируемых, украшенных раковиной нишах полуциркульной арки, рядом висела картины, изображавшие причастие Иисуса и Тайную вечерю. На первом ярусе висела в центре написанная маслом картина Фридриха Кесслера "Омовение ног Христа Марией Магдаленой", картина была окружена двумя нишами, коринфскими колоннами и полуциркульными арками со статуэтками. На втором ярусе между двумя коринфскими колоннами висела картина вознесения Христа. Этот ярус от следующего отделяли статуи апостолов Луки и Марка. На последнем этаже стояли статуэтки пророков Иеремии и Иезекии́ля, они находились в украшенных раковиной дугообразных нишах. Между 2 коринфскими колоннами с прямой системой балок был нарисован символ "Всевидящее око". Этот ансамбль был окружён 2 статуями евангелистов Матфея и Иоанна. Венчал алтарь Божий агнец с чашей, а расположенное ещё выше художественное, вырезанное из древесины ценных пород распятие с лёгкой набедренной повязкой происходило, по-видимому, из 17-го столетия.
Под устройством алтаря находились также серебряная чаша высотой 31 см, украшенная в самых лучших художественных формах немецкого Возрождения,  простая серебряная чаша 1715 года и серебряная четырёхугольная банка для просфир. Её крышка была украшена четырьмя головами ангелов  и выгравированным ягнёнком.  На передней стороне банки были изображены сюжеты распятия и воскресения. Обратная сторона несла инициалы A.B.(Böhm) 1639. Обе узких стороны были украшены выгравированными цветами.
Картина "воскрешение Христа" была подарена кирхе в 1748 году бургомистром Ботцем. На каждой колонне висели эпитафии. Изображения напоминали о священниках Иоганне Флоттвеле, Иоганне Розенбауме, о канторе Георге Мотце. Памятник напоминал о Фридрихе фон Киттлице и его жене. Памятная доска и портреты бургомистра Габриэля Пройка (скончался в 1681 году) и его жены были украшены короной, сердцем и ангелочками. 
Интерьер дополняли кафедра с энергичной фигурой Моисея, коринфскими колоннами и вырезанными изображениями апостолов (вырезана в 1677 году, в 1706 году расписана), крестильня с гербом Тильзита и датой 1574 год. Первый орган построил Бурхард Вейхарт (Burghart Wiechart) из Падеборна, который позднее в 1755 и 1880 годах был усовершенствован. Обе исповедальни слева и справа от алтаря были основаны в 1638 году бургомистром Андреасом Коппиусом. Освещали церковь 2 богато украшенные люстры 17 века из латуни. 
Два колокола, изготовленные в  1674 году в цехе Иоганна фон Мариенвердера, висели ещё в старой деревянной башне и были перенесены в 1702 году в новую башню. Позже колокольня была дополнена третьим колоколом.

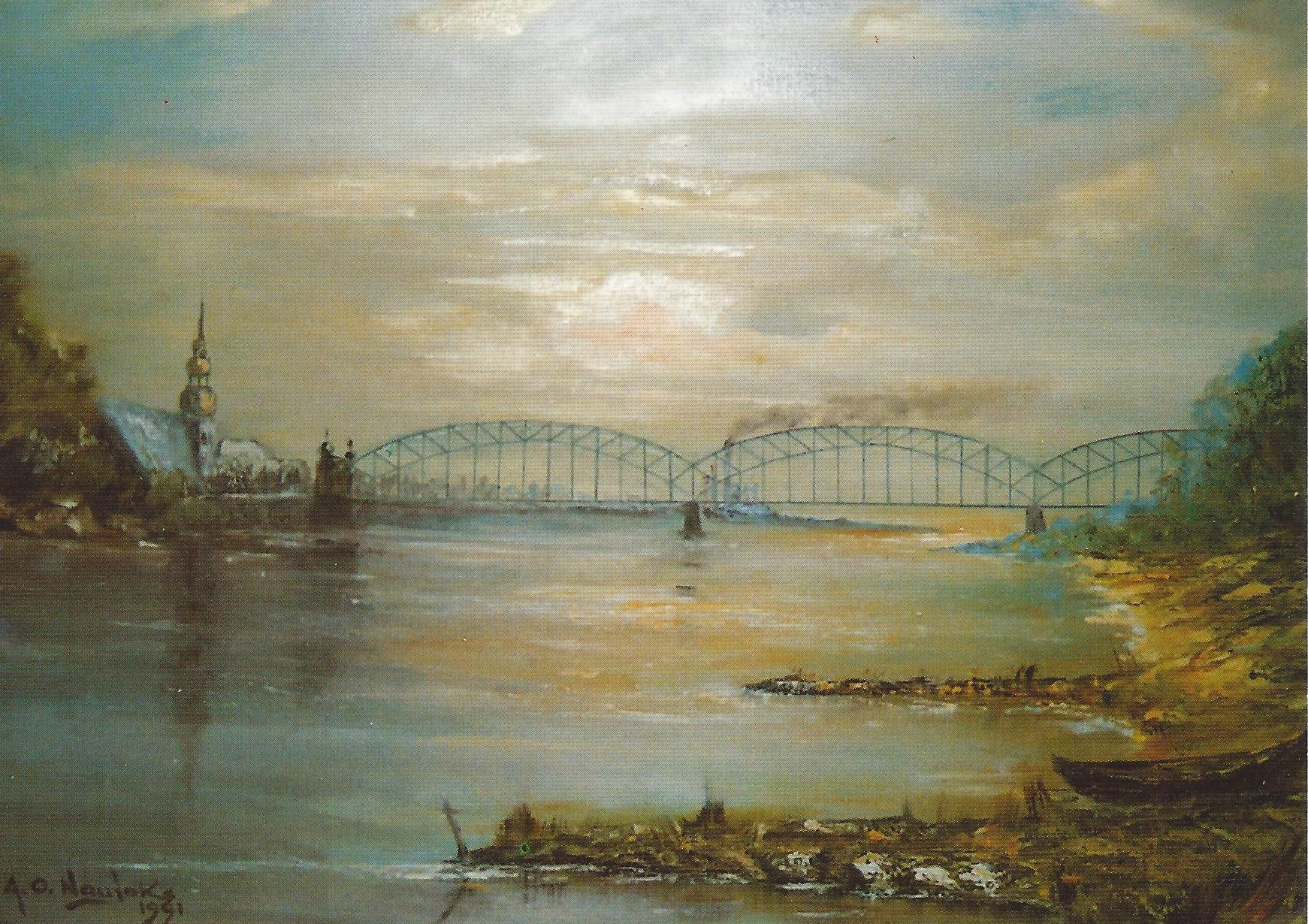
Мост королевы Луизы и Немецкая церковь
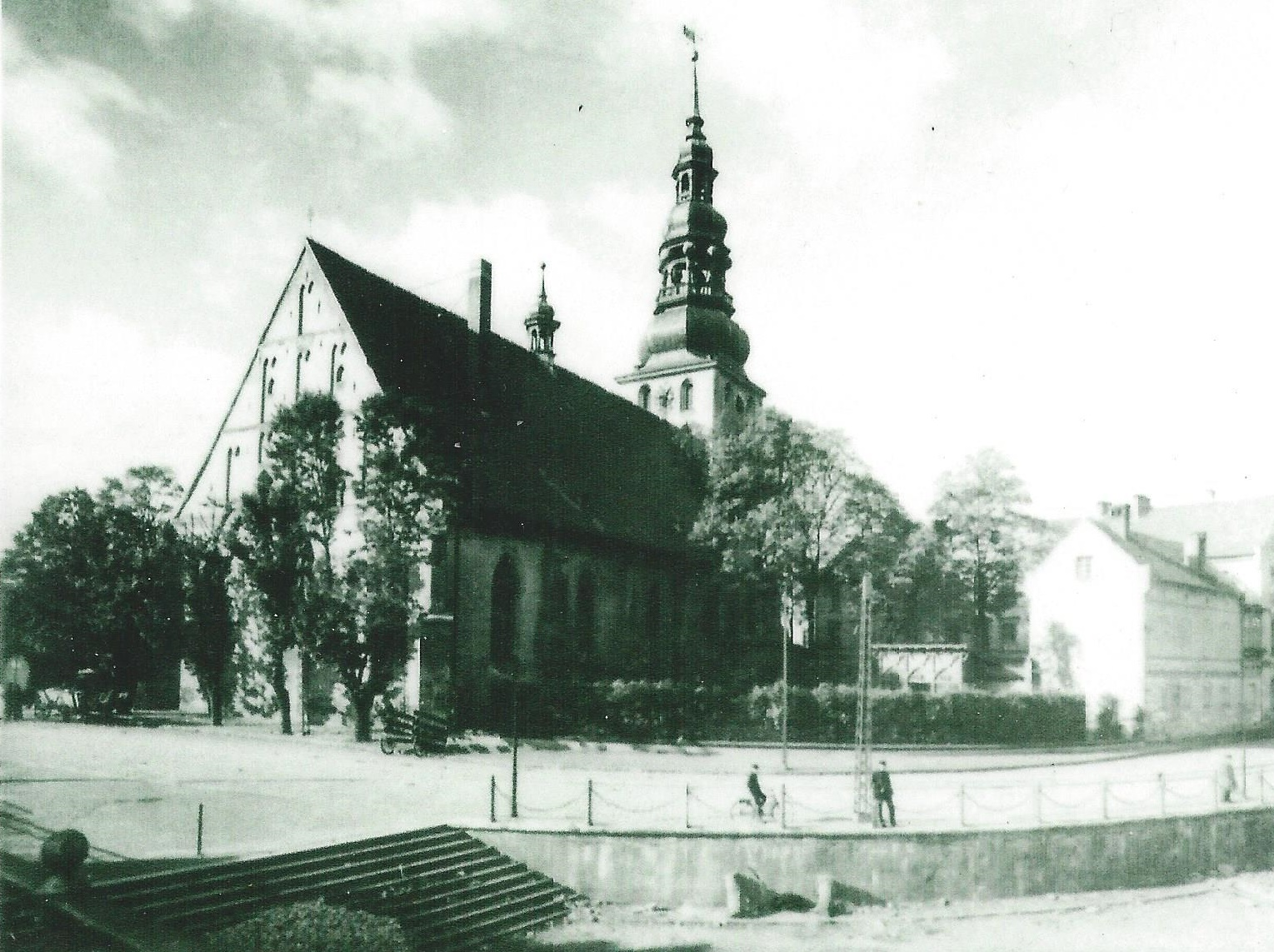
Немецкая церковь с северо-востока
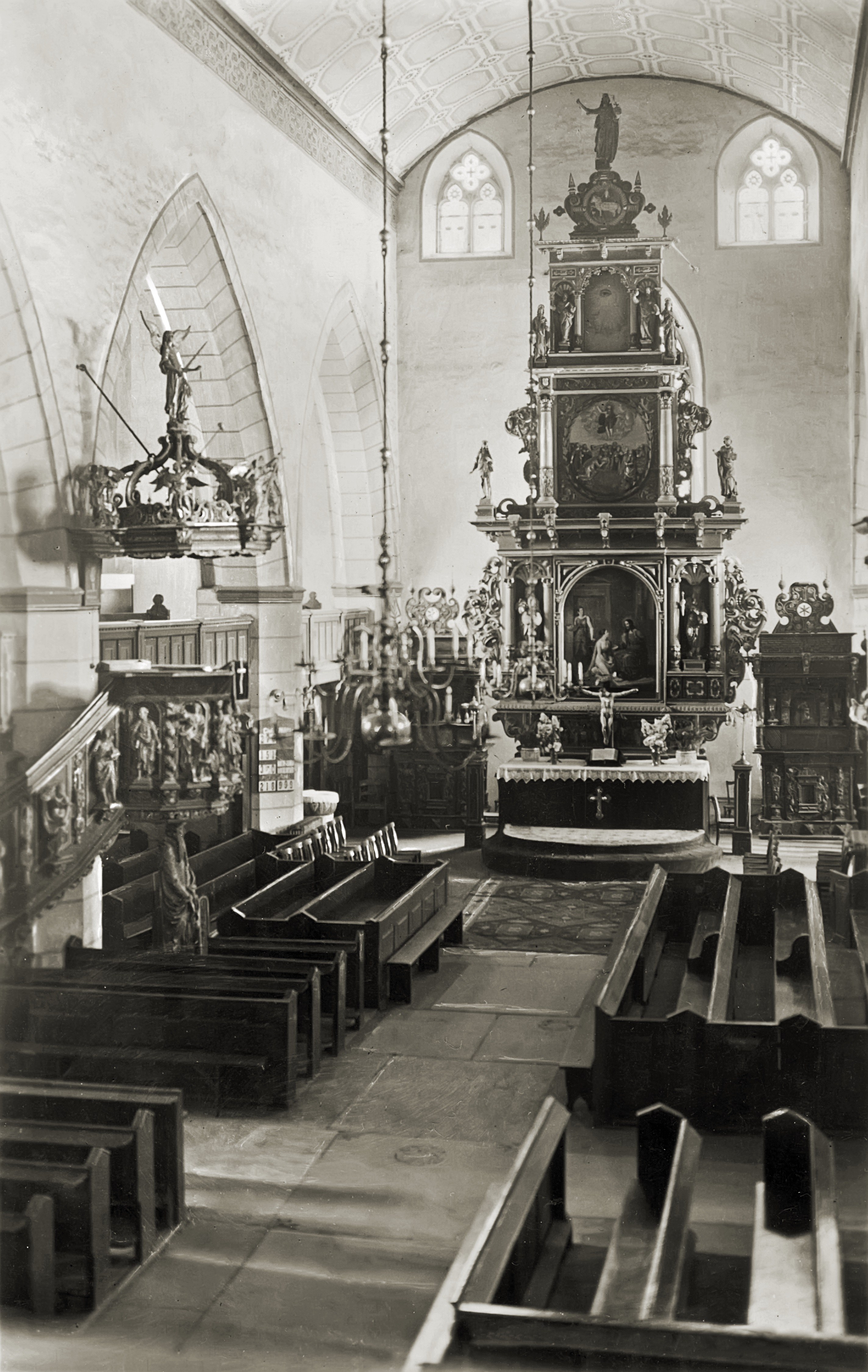
Интерьер Немецкой кирхи
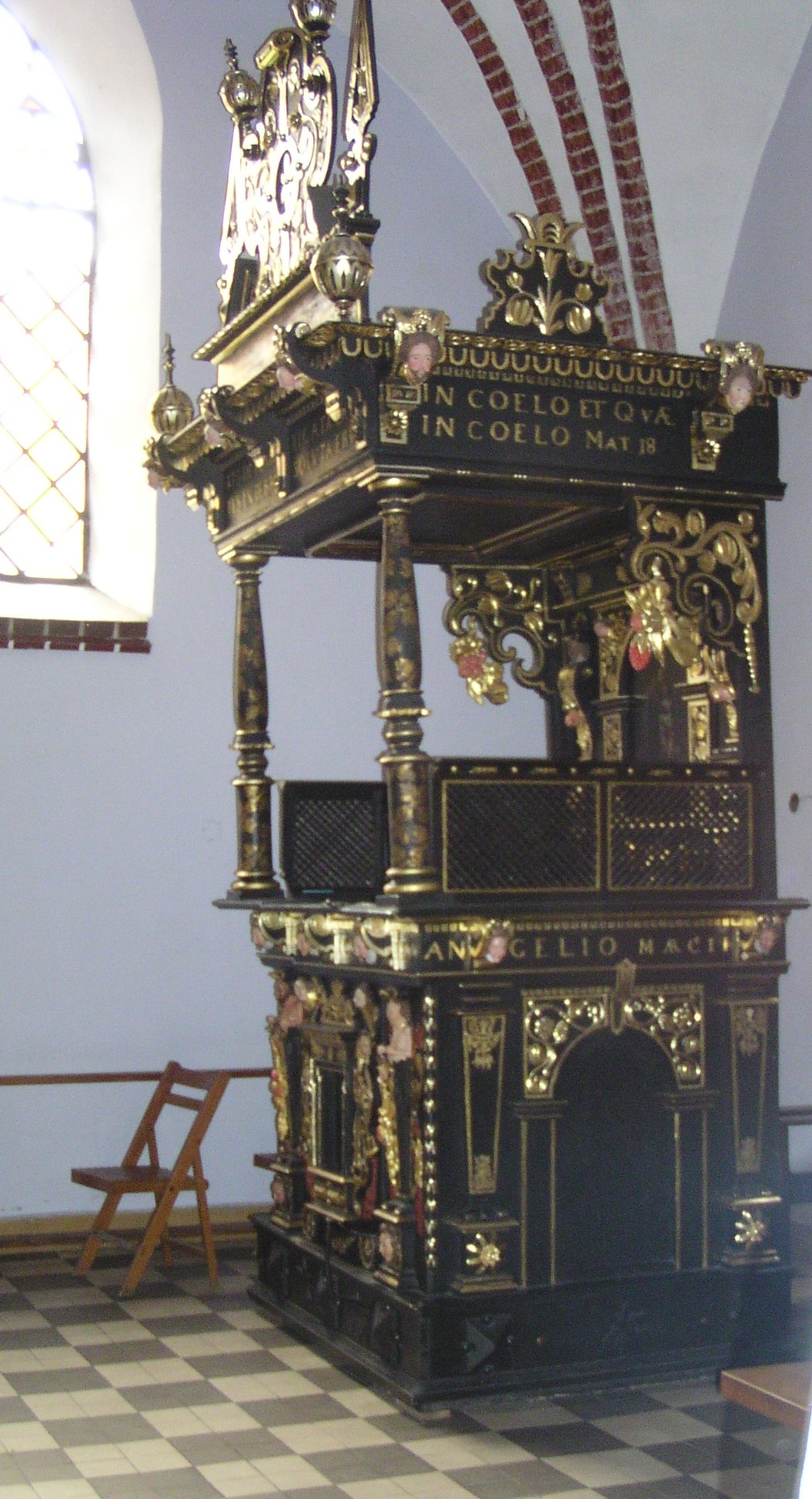
Правая тильзитская исповедальня в Бартошице

## Отражения в культуре
- В романе Шарлотты Кейзер «Шаги к порогу» (1966) Немецкой кирхе уделена значительная роль. Описание церкви встречается и стихотворениях Иоганнеса Бобровского, и в романе Германа Зудермана «Путешествие в Тильзит».
- Увидеть Немецкую кирху можно в немецком фильме 1939 года «Путешествие в Тильзит» (реж. Файт Харлан), а так же в начальных кадрах фильма «Встреча на Эльбе» (реж. Григорий Александров), когда показывают панораму города.